# Cephalicustriodus
Cephalicustriodus es un género extinto de terápsidos gorgonópsidos, que existía en Tanzania durante el Pérmico Superior. Contiene la especie Ruhuhucerberus terror . [ 1 ].